# RTOP-405 Jordan Nikolov
RTOP-405 Jordan Nikolov je raketna topovnjača klase Končar izgrađena 1979. za potrebe jugoslavenske ratne mornarice. 
Raspadom SFRJ topovnjača je odvezena u Crnu Goru u sastavu čije mornarica se i danas nalazi.